# Comuna Goruia, Caraș-Severin
Goruia este o comună în județul Caraș-Severin, Banat, România, formată din satele Gârliște, Giurgiova și Goruia (reședința).

## Demografie
Componența etnică a comunei Goruia
     Români (86,21%)
     Romi (2,58%)
     Croați (1,67%)
     Alte etnii (9,55%)
Componența confesională a comunei Goruia
     Ortodocși (83,18%)
     Penticostali (4,39%)
     Romano-catolici (1,67%)
     Alte religii (1,36%)
     Necunoscută (9,39%)
Conform recensământului efectuat în 2021, populația comunei Goruia se ridică la 660 de locuitori, în scădere față de recensământul anterior din 2011, când fuseseră înregistrați 790 de locuitori. Majoritatea locuitorilor sunt români (86,21%), cu minorități de romi (2,58%) și croați (1,67%). Din punct de vedere confesional, majoritatea locuitorilor sunt ortodocși (83,18%), cu minorități de penticostali (4,39%) și romano-catolici (1,67%), iar pentru 9,39% nu se cunoaște apartenența confesională.

## Politică și administrație
Comuna Goruia este administrată de un primar și un consiliu local compus din 9 consilieri. Primarul, Ion-Răzvan Văcărescu-Filip[*], de la Partidul Social Democrat, este în funcție din octombrie 2020. Începând cu alegerile locale din 2024, consiliul local are următoarea componență pe partide politice:
|  | Partid                          | Consilieri | Componența Consiliului | Componența Consiliului | Componența Consiliului |
|  | ------------------------------- | ---------- | ---------------------- | ---------------------- | ---------------------- |
|  | Alianța pentru Unirea Românilor | 3          |                        |                        |                        |
|  | Partidul Social Democrat        | 2          |                        |                        |                        |
|  | Forța Dreptei                   | 1          |                        |                        |                        |
|  | Partidul Național Liberal       | 1          |                        |                        |                        |
|  | Partidul Mișcarea Populară      | 1          |                        |                        |                        |
|  | Partidul Socialist Român        | 1          |                        |                        |                        |

## Legături externe

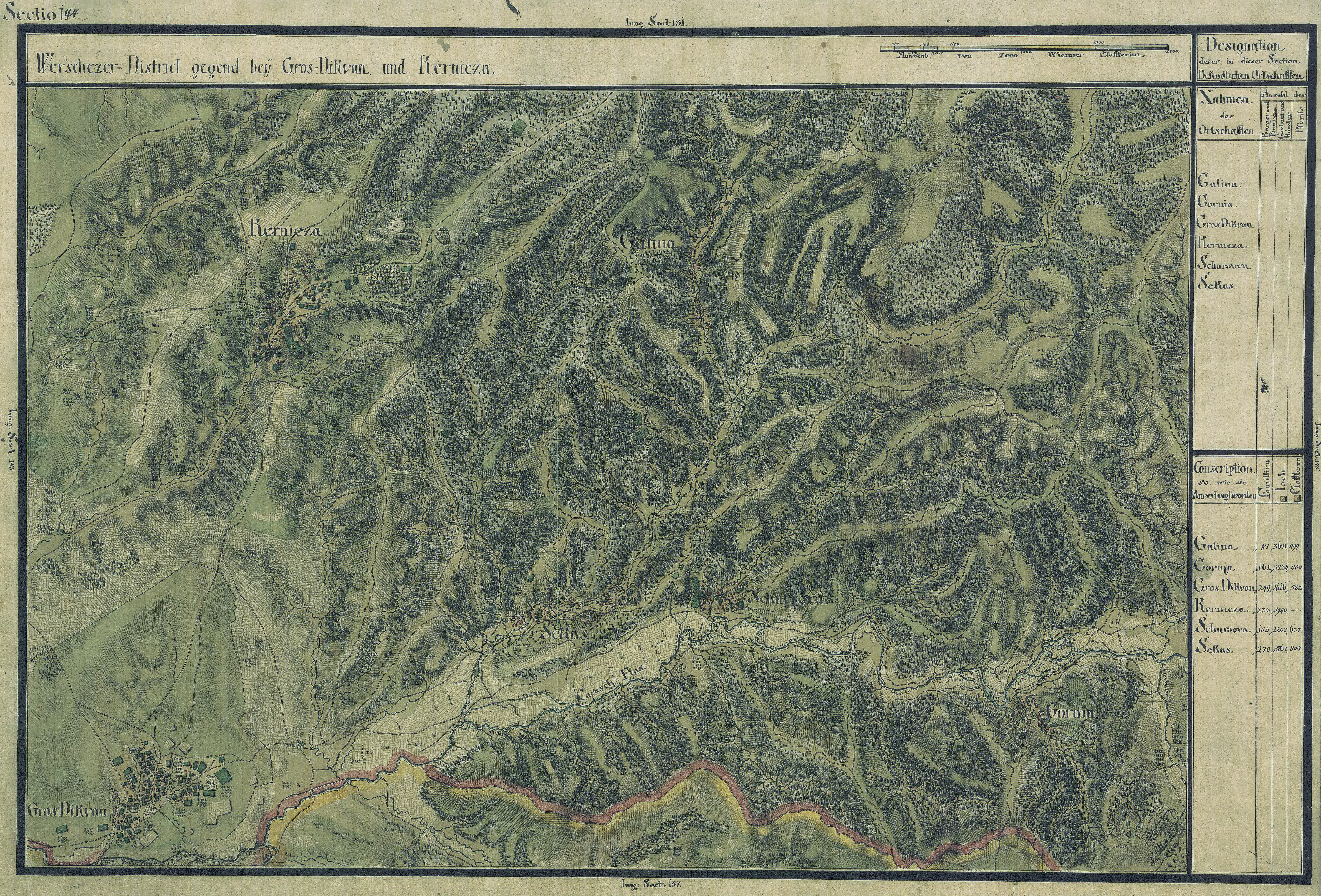
Goruia în Harta Iosefină a Banatului, 1769-72